# 取引主体識別子
取引主体識別子（とりひきしゅたいしきべつし、英語: Legal Entity Identifier、略称: LEI）は、特に金融商品の取引を行う当事者（法人、ファンド等）を識別するための国際的な番号・識別子、ならびにその体系。取引主体識別コードとも
。

## 概要

### 導入の背景
金融取引の実態を効率的・効果的に把握する目的から、G20や金融安定理事会により導入の方針が決定された。

### LEI付番の仕組み
取引当事者からの申請に応じて、LEI指定機関（LEI発行組織、LEI発行者、LEI付番機関とも。英語: Local Operation Unit、略称: LOU）により付番される。

### ガバナンス
Global Legal Entity Identifier Foundation（略称: GLEIF）という非営利組織がグローバルなLEIの整合性の確保のための業務（例: それぞれのLEI指定機関のデータ品質レベルの測定・報告）等を行っている。
その他ガバナンス体制については外部リンク参照。

## 日本国内のLEI指定機関の例
- 株式会社東京証券取引所[7][3][8]: 運営サイト JPX-LEI （外部サイト）。当社LEIは 353800279ADEFGKNTV65[9]